# 荷蘭應用科學研究組織
荷蘭應用科學研究組織（荷蘭語：Nederlandse Organisatie voor Toegepast Natuurwetenschappelijk Onderzoek），簡稱TNO，是一個致力於應用科學研究的荷蘭獨立機構。該組織還進行委託研究，提供專業諮詢服務，並授予專利和專業軟件的許可證。TNO對產品和服務進行測試和認證，並發布獨立的質量評估。此外，TNO成立了新公司來進行市場創新。TNO的策略基於技術進步和社會趨勢。TNO的工作側重於9個領域，這些領域與國家經濟政策的挑戰和目標相一致，以所謂的「頂級部門」為基礎，並涉及與荷蘭和歐洲有關的社會問題。
TNO於1932年根據法律成立，旨在為公司和政府提供創新且實用的知識。身為法定組織，TNO具有獨立的立場，可以做出客觀、科學的判斷。TNO類似德國弗勞恩霍夫協會或澳大利亞聯邦科學與工業研究組織。於2004年至2014年間，TNO持有奧地利研究中心喬安娜研究的10％股份。TNO代表國防部、社會事務部、就業部以及荷蘭地質調查局履行創新者的職責。在這些情況下，TNO受託承擔與國防和安全、人員參與和地質調查有關的政府責任。

## 外部連結
- TNO website （页面存档备份，存于）
- Corporate platform for blogs, interviews and background stories （页面存档备份，存于）